# Die mit Seelen Handel treiben
Die mit Seelen Handel treiben (Originaltitel: For Sale) ist ein US-amerikanisches Stummfilmdrama aus dem Jahr 1924 von George Archainbaud mit Claire Windsor und Adolphe Menjou in den Hauptrollen. Der Film wurde von Associated First National Pictures produziert.

## Handlung
Eleanor Bates, die Tochter einer gesellschaftlich angesehenen Familie, stimmt der strengen Bitte ihrer Eltern zu, ihren Liebsten Alan Penfield erst zu heiraten, wenn er finanziell auf eigenen Beinen steht. Eleanors Vater, der vor dem wirtschaftlichen Ruin steht, verwendet daraufhin unrechtmäßig Gelder von Joseph Hudley und überredet Eleanor, um sich vor der Schande zu retten, Cabot Stanton zu heiraten, einen reichen jungen Mann. Vor der Hochzeit kommt Cabot jedoch bei einem Autounfall ums Leben. 
Hudley selbst interessiert sich für Eleanor und überredet sie, sich mit ihm zu verloben. Eleanor sieht Alan jedoch wieder und die alte Liebe flammt auf. Sie bittet Hudley, sie freizulassen, aber er lehnt ab. Von Trauer überwältigt, nimmt sie Gift. Alan rettet ihr das Leben und Hudley, beeindruckt von der Tiefe von Eleanors Liebe zu Alan, zieht seine Ansprüche gegen den älteren Bates zurück, sodass Eleanor frei ist und Alan heiraten kann.

## Hintergrund
Da keine Kopien der acht Filmrollen existieren, gilt der Film als verschollen.

## Veröffentlichung
Die Premiere des Films fand am 15. Juni 1924 statt. 1925 kam er im Deutschen Reich und in Österreich in die Kinos.